# Festival international de la photo animalière et de nature
 (septembre 2024).
Le Festival international de la photo animalière et de nature est un festival de photographie animalière qui a lieu à Montier-en-Der dans la Haute-Marne. Ce festival nature qui attire près de 45 000 visiteurs est le plus grand d'Europe. Il débute chaque troisième jeudi du mois de novembre.

## Historique

### 2005
Parrain : Hubert Reeves

### 2007
Parrain : Hans Silvester
Invité révélation : Stephane Hette, Frédéric Lefebvre

### 2008
Parrain : Xavier Desmier

### 2009
Parrain : Frans Lanting

invités d'honneur français : Laurent Baheux, auteur de l'affiche du festival, et Cyril Ruoso

### 2010
Parrain : Olivier Föllmi

### 2011
Parrain : Fabrice Nicolino

Invité exceptionnel : Matthieu Ricard

Invités d'honneur : Florian Schultz, Tiziana & Gianni Baldizzione, Jean-François Hellio & Nicolas Van Ingen, Paul Starosta et Stéphane Hette

Parrain de « Vision libre » : Cedric Jacquet

### 2012
Parrain : Jim Brandenburg

### 2013
Marraine : Isabelle Autissier
Parrain photo : Vincent Munier

### 2014
Parrain scientifique : Russel Alan Mittermeier
Parrain photographe: Steve Winter
Marraine de "Vision Libre" : Julie de Waroquier
Invités d'honneur : Lynn Schooler, Rosamund Kidmann, Laurent Geslin, Pierre Gleizes

### 2016
Parrain ethno : Bindeshwar Pathak, 
Parrain scientifique : Gilles Bœuf,
Parrain Éducation à l'environnement : Louis Espanassous,

### 2017
Parrains : Reza et Kyriakos Kaziras

### 2018
Parrains : Vincent Munier et Jacques Perrin

## Palmarès du concours
Palmarès 2009 :
- Loïk Nowak Grand Prix Festival 2009
- David Pattyn Prix Spécial du Jury
- Claude Ruff Prix Mammifères sauvages
- Pascal Engler Prix Oiseaux Sauvages
- Serge Tollari Une vie d'insecte et d'araignée
- Wendy Kreeftenberg Prix histoires de plantes
- Thierry Vezon Prix paysages du monde
- Noël Brion Prix graphisme formes et matières
- Fabrice Audier Prix autres animaux sauvages
- Alain Verstraete Prix thème de l'année
- Daniel Wambach prix or Séries numériques
- Guillaume Debouche Grand prix concours jeunes